# مفيد (اصطلاح)
المفيد هو عند أهل العربية والمنطقيين يطلق بالاشتراك على مقابل المهمل حتى أن كل لفظ موضوع مفيد مفردا كان أو مركبا، وعلى ما يفيد فائدة جديدة فلا يعد مثل قولنا السماء فوقنا من المفيد، وعلى ما يصح السكوت عليه وبهذا المعنى يقال المركب إن أفاد فتام أي إن صح السكوت عليه فتام، والمراد بصحة سكوت المتكلم على المركب أن لا يكون ذلك المركب مستدعيا للفظ آخر استدعاء المحكوم عليه للمحكوم به أو بالعكس، فلا يكون المخاطب حينئذ منتظرا للفظ آخر كانتظاره للمحكوم به عند ذكر المحكوم عليه أو بالعكس، مثلا إذا قيل زيد فيبقى المخاطب منتظرا لأن يقال قائم أو قاعد مثلا بخلاف ما إذا قيل زيد قائم، وحينئذ لا يتجه أن يقال يلزم أن لا يكون مثل ضرب زيد مركبا تاما لأن المخاطب ينتظر إلى أن يبين المضروب ويقال عمروا إلى غير ذلك من القيود كالزمان أو المكان. قيل عليه يلزم أن يكون زيد وعمرو في مقام التعداد مركبا تاما لأنه يفيد المخاطب فائدة لا ينتظر معها للفظ. والجواب أنا لا نسلم تركيبها ولو نسلم فالمراد نفي الانتظار بالقياس إلى المعنى، ولا شك أنها من حيث المعنى مستتبعة للفظ آخر، وإن كانت من حيث الغرض غير مستتبعة.